# Хепи хардкор
Хепи хардкод (на английски: Happy hardcore), също познат като happy rave или happycore е жанр на „hard dance“ разпознаваем по своето бързо темпо (обикновено около 160 – 190 такта в минута), често придружен от соло вокал или сантиментални текстове. Характерния 4/4 бийт и „happy“ (на български: щастлив) звук го отличава от повечето други форми на „хардкор“, които повече клонят към „по-тъмен“ звук. Типично е да бъде в мажорна скала. В оригиналната си инкарнация,
бива характеризиран с пиано рифове, синтетични „stabs“ и „spacey“ ефекти. Този жанр от музика е близко сроден до типичния холандски жанр Габба. Happy hardcore е еволюирал от „брекбийт хардкор“ около 1991 г. до 1993 г., като оригиналният базиран на хаус музика рейв, е ставал по-бърз и е започнал да въвежда „брекбийтс“ еволюираики в „олдскул джънгъл“, който еволюира в „дръм енд бейс“. Някои от най-известните артисти в жанра, включват „Brisk and Ham“, „Scott Brown“, „Force and Styles“, „Sy and Unknown“, „Hixxy“, „DJ Paul Elstak“, „Anabolic Frolic“, „Dune“, „Scooter“, „Critical Mass“, „Stu Allan“ (a.k.a. VISA), „Vibes“, „Dougal“, „Slipmatt“, „DJ Sharkey“, „DJ Seduction“.